# Urshult
Urshult är en tätort i Tingsryds kommun i Kronobergs län och kyrkby i Urshults socken. Urshult är beläget vid sjön Åsnens södra strand. 
Urshult är en tätort som haft järnvägsförbindelse till 1960-talet. Järnvägsområdet mitt i samhället är grön korridor. Samhällets kärna var från järnvägsområdet mot norr. Urshult ligger vid en södervik av Åsnen, Nuvarande länsväg 120 går genom samhället. Samhället växte fram som stationssamhälle vid Hönshylte–Kvarnamåla Järnväg. Urshult station kom att bli en viktig utförselplats för frukt från fruktodlingarna runt sjön Åsnen och "Urshultsfrukt" kom att bli ett känt begrepp runt om i hela Sverige.
Cykellederna Kronobergstrampen, Åsnen runt, Banvallsleden och Sverigeleden sammanstrålar och korsar varandra i Urshult.

## Historia

### Kyrkan
Sockenbildningen skedde sent i det perifera läget som hade mindre tät bebyggelse. Socknarna blev stora till ytan. Almundsryd och Urshult bildade under tidig medeltid Hwem socken, som  omfattade hela Kinnevalds härad söder om Åsnen. Hwems socken delades under 1300-talet i Urshults och Almundsryds socknar. Kyrkan flyttades till Urshult.
Urshults kyrka vid kyrkviken i Åsnen är en av Kronobergs läns största och monumentala landsortskyrkor.1358  är namnet Urshult belagt. Troligen har platsen haft en träkyrka  byggd på 1300-talet söder om den nuvarande kyrkplatsen. Denna medeltida kyrka  utdömdes 1794. Daniel Forssman anställd på Överintendentsämbete gjorde ett underlag för ritningar 1802. Nils Fredrik Wahlqvist från Karlskrona blev byggmästare och 1807 påbörjades bygget. 1810 hölls första gudstjänsten i kyrkan som invigdes 1812.

### Fruktodlingen
Från 1630-talet känner man till en fruktodling vid Grips-Vembo. Under 1700-talet blev odlingarna många fler och för 1800-talet ger skifteshandlingar bilden av att de flesta gårdarna hade fruktodlingar på sin ängsmark. Vildaplarna ympades med olika äpplesorter. Kapten David Klingspor köpte 1899 gården Sånnahult Storegård där han lät plantera 3000 fruktträd. Han  var en framgångsrik marknadsförare av fruktodlingarna i Urshult. Han skrev flera artiklar som blev publicerade i olika tidskrifter.
Handeln under 1800-talet med frukt odlad i Urshult  blev först stor i Växjö. Järnvägen Karlshamn-Vislanda  från 1874 gjorde att centrum för handeln etablerades i Ålshult. Odlarna fraktade skörden dit med båtar eller med foror på landsvägen. Växjö- Tingsryds järnväg gjorde att Kvarnamåla blev en ny handelsort. Järnvägen Hönshylte- Kvarnamåla gjorde att Urshult församling fick tre stationer:  Sjöryd, Urshult och Rössmåla. 1911 transporterades 1 000 ton frukt på järnväg. Järnvägens var av stor vikt för frukthandeln både inom landet och för exporten. Den var också viktig för förädlingsindustrins distribution.
Urshults fruktbolag startade 1916 med kok av äppelmos i Möllekullahandlaren Gunnar Nilssons källare,  och en industri med fruktförädling med produktion av mos, saft, sylt, cider växte fram. Äppelprodukter kompletterades med andra frukter och bär. 1918 användes 1 000 ton råvaror och 100 personer var anställda av företaget.
1920 blev bolaget Svenska fruktföreningen UPA. Andelar i föreningen såldes och  bolaget blev en ekonomisk förening.1925 elektrifierades driften och nya maskiner ökade produktionen till 50 ton mos dagligen. Bolaget hade 1925 497 leverantörer. Små kostnader för investeringar  och god avsättning gav bygden goda tider ekonomiskt. Under 1920-talet orsakade klimat, skadeinsekter och pressade priser lite svårigheter. Perioden från 1930 till 1950-talet var goda tider för Urshult fruktodlare. Lönsamheten försämrades under 50-talet och frukten fick konkurrens av  jordgubbsodlingar som hade stor omfattning fram till 1980-talet. Förädlingsindustrin upphörde 1972. Fruktodlingen präglade bygden och skördefester började firas 1937 med karnevalståg med blomningsfester från året efter 1938.

## Befolkningsutveckling
| Befolkningsutvecklingen i Urshult 1960–2020 | Befolkningsutvecklingen i Urshult 1960–2020 | Befolkningsutvecklingen i Urshult 1960–2020 | Befolkningsutvecklingen i Urshult 1960–2020 | Befolkningsutvecklingen i Urshult 1960–2020 |
| ------------------------------------------- | ------------------------------------------- | ------------------------------------------- | ------------------------------------------- | ------------------------------------------- |
|                                             |                                             |                                             |                                             |                                             |
| År                                          |                                             |                                             | Folkmängd                                   | Areal (ha)                                  |
| 1960                                        | 1960                                        |                                             | 667                                         |                                             |
| 1965                                        | 1965                                        |                                             | 787                                         |                                             |
| 1970                                        | 1970                                        |                                             | 915                                         |                                             |
| 1975                                        | 1975                                        |                                             | 948                                         |                                             |
| 1980                                        | 1980                                        |                                             | 948                                         |                                             |
| 1990                                        | 1990                                        |                                             | 937                                         | 164                                         |
| 1995                                        | 1995                                        |                                             | 886                                         | 144                                         |
| 2000                                        | 2000                                        |                                             | 834                                         | 145                                         |
| 2005                                        | 2005                                        |                                             | 813                                         | 145                                         |
| 2010                                        | 2010                                        |                                             | 794                                         | 146                                         |
| 2015                                        | 2015                                        |                                             | 942                                         | 213                                         |
| 2020                                        | 2020                                        |                                             | 967                                         | 224                                         |
|                                             |                                             |                                             |                                             |                                             |

## Samhällsservice i det moderna Urshult

### Skolan
1930 hade Urshult 12 skolor i församlingen men idag finns bara Urshultsskolan på centralorten kvar. Urshultsskolan är en grundskola F-6 med adress Södra vägen 6 i Urshult. Skolan hade 2021 127 elever med 14,5 elever per lärare vilket motsvarar 9 lärare. En paviljong på skola har lokaler för musikundervisning och skolans bibliotek.

### Barnomsorg och äldreomsorg
I Urshult heter förskolan Fjärilen och har fem avdelningar. Förskolan är inrymd i tre olika byggnader, men de är belägna nära varandra och har adress  Skolvägen 1A i Urshult. Förskolan har fem avdelningar för olika åldersgrupper.

### Äldreomsorg
Äppelgården byggdes 1980. Äppelgården byggdes och byggnaden var planerat att fungera som ett servicehus. Renoveringar med byte av tak, köksombyggnad de olika avdelningarna har fått kök och tvättstugor. Äppelgården uppfyller inte modern standard för toaletter, golvbeläggning, ventilation, låssystem, och måste handikappanpassas. Äppelgården har ett mobilt reservkraftverk.
Ett sjukhem på orten lades ner 1993. Då fick de äldre stanna kvar på Äppelgården då deras hälsa blev sämre. Kraven för att få en plats på boendet höjdes och hemtjänsten fick hjälpa äldre att bo kvar i sina hem i större utsträckning. Huset fungerar som äldreboende och är inte servicehus i sin funktion. Huset har 30 lägenheter varav 18 är två rum och 12 är enkelrum. Korttidsavdelningen som hade 11 lägenheter är nu nedlagd.Ena flygeln på Äppelgården inrymmer idag LSS-boende. De tre olika avdelningarna har egna matsalar för att skapa mindre grupper mer anpassade till de äldre som ofta lider av demenssjukdomar och har svårigheter med stora grupper. Tre anställda sköter varje avdelning. Nattetid finns två personal på boendet. Den större matsalen används inte av de boende utan av en daglig verksamhet i närheten. Hemtjänsten i Urshult har 12 anställda varav 2 nattetid.

### Bibliotek
Urshults folkbibliotek lades ner av Tingsryds kommun i december 2016. Urshults hembygdsförening öppnade då den 28 december 2016 ett sockenbibliotek i gamla Sockenstugan. Sockenbiblioteket har öppet onsdagar 17:00-19:00  och söndagar 14:00-16:00.

### Affär
I Urskult finns en dagligvarubutik som till tillhör Matöppet-kedjan. Affären startade efter att Urshults dagligvarubutiker upphört 2002 /2003. Bröderna Uzun öppnade då butiken vid sin kiosk och restaurang. 2011 tog Faruk Uzun över butiken ensam. Butiken är ombud för apoteksvaror, systembolaget. Affären drabbades av en brand i september 2021 men utan större skador i butiken.

## Företag

### Urshultsbagaren
Urshultsbagarn  är ett större bageri på orten grundat 1903. År 1903 startade Albin Karlsson bageriet med produktion av i huvudsak matbröd. Företaget har varit i samma familjs ägo under fyra generationer. Urshultsbagarn är idag ett modernt bageri med rationell produktion, Företaget omsatte 2021 69 miljoner kronor och hade 52 anställda mot 39 anställda 2017. 2017 omsatte företaget 59 miljoner kronor. Företaget strävar efter att bevara hantverket och traditionerna inom bakningen, men ändå modernisera produktionen. Utbyggnaden har skett i etapper senast 2007 med en modern, datoriserad produktionslina. 

### Vida Urshult AB
Vida Urshult grundades 1959. Företaget är ett dotterbolag med säte i Alvesta, men verksamt i Urshult och omsättningen har varit från 300 till 700 miljoner (2021) med omkring 50 anställda- Produktionen består av sågade och hyvlade trävaror.

### Nytida Ekbacka AB
Ekbacka AB grundades 1993. Företaget omsätter 2021 omkring 30 miljoner kronor och hade omkring 30 anställda. Företaget är ett serviceföretag inom området boende med särskild service för personer med utvecklingsstörning.
Ekbacka var ett särskilt boende i Urshult för personer med sociala eller psykiska besvär. Sjukhemmet var beläget i Urshult med 40 vårtdplatser. Ekbacka sjukhem hade 2016 cirka 30 anställda. Ekbacka sjukhem grundades 1981 och förvärvades av av Nytida 2016.

### Urshults Maskinteknik AB
Urshults Maskinteknik AB i Urshult grundades 1991 av Per-Anders Persson. Företaget som självståndigt företag har haft en omsättning som har varierat mellan 20 till 50 miljoner kronor och med 10-19 anställda. Företaget upplöstes genom fusion 2019-12-11. Det är idag en del av Alumbra. Historia: Fabriken i Urshult byggdes 1958 och förvärvades av Esselte 1981. Urshults Maskinteknik AB förvärvas sedan 2013 av Alumbra och fabriksfastigheten i Urshult förvärvas från Tingsryds Industristiftelse 2016. Alumbra förvärvar Urshults verksamhet helt genom fusion och bildar Alumbra Group 2019. Företaget sysslar med tillverkning inom plåtbranschen med montering, lagerhållning och lackering.

## Föreningar

### SPF
SPF, lokalavdelningen av Sveriges Pensionärsförbund i Urshult startade 1955. Föreningen heter SPF Seniorerna Urshult. Antalet medlemmar är omkring 150. 

### Urshults IF
Urshults IF bildades den 20 augusti 1927. Året efter antogs stadgar och föreningen började med fotboll och allmän idrott. Den 4 augusti 1929 invigdes idrottsplatsen och föreningen gick samma år med i riksidrottsförbundet. 1940 fick förening 4 sektioner: fotboll, allmän idrott, bandy och skidsport. 1944 tillkom gymnastiken bland aktiviteterna. 1951 upphörde bandyverksamheten. Under 1950-talet växer fotbollsverksamheten och gymnastik och friidrott trängdes ut och den verksamheten upphörde. Mellan 1958 och 1965 drev klubben en verksamhet med ishockey. 1966 byggde föreningen istället en tennisbana. 1969 anlades ett elljusspår för skidsektionen. Den gamla bygdegården renoverades till omklädningsbyggnad 1975 och skänktes senare till föreningen av Tingsryds kommun. 1975 bildades en damklubb som drog in pengar till föreningen och tog upp gymnastiken på nytt. Fotbollen har som högst nått division 4 i seriespel. 1979 fick klubben ett flicklag i fotboll. 1984 fick tennisbanorna allvädersunderlag. Spelarbrist gjorde senare att damfotbollen upphörde men återstartades senare och herrfotbollen samarbetar med Ryd av samma skäl, men samarbetet avvecklades senare.

### Parkföreningen
Parken i Urshult ägs sedan 1998 av Urshults Parkförening. Föreningen är ansluten till Sveriges bygdegårdar.

#### Skyttepaviljong
1909 beslöts att bygga en skyttepaviljong. Föreningen erhöll bidrag av kommunen med 500 kr, med villkoret att lokalerna ej fick upplåtas för socialistiska sammankomster. Paviljongen färdigställdes till en kostnad av 2471 kr. 1914 betalade skytteföreningen tillbaka de 500 kronorna och lokalerna kunde utnyttjas som föreningen beslutade. 1927 byggdes en öppen utedansbana för 406 kr. 1928 byggdes byggnaden om för totalt 17500 kr. 1938 byggdes en ny dansbana i samma stil som i Folkets Park i Växjö. Kostnaden för dansbanan blev 8500 kr. Dansbanan finns kvar men flyttades till andra sidan av parken 1958. 1953 drabbades parken av en brand med stora skador. Branden avslutade skytteföreningens tid som ägare av Skyttepaviljongen. Skytteföreningen sålde parken.

#### Parkföreningen tar över
Några år senare övertog Urshults kommun parken. Kommunen drev parken till 1998, då parkförening tog över anläggningen. Det företogs stora reparationer på A-salen där fönster, fasad och isolering byttes och värmeanläggningen anslöts till fjärrvärmenätet. I maj 2008 brann byggnaden på parken ner men den har byggts upp igen. Planlösningen har en stor festsal med plats för 250 personer och en samlingssal med plats för 40 personer. En föreläsningssal har 130 sittplatser med en scen för framträdanden. I parken finns en utedansbanan. Lokalerna är handikappanpassade.

### Hembygdsföreningen Gamla Urshult
Hembygdsföreningen Gamla Urshult har 2023 omkring 200 medlemmar. Föreningen ger ut sin hembygdsbok Urshults krönika årligen sedan 1940. Föreningens bibliotek finns Sockenstugan mitt emot Urshults kyrka, där föreningen också har ett museum som ger en bild av socknens historia.. Hembygdsföreningen har också ett stort arkiv.

#### Lunnabacken
Föreningens hembygdsgård ligger på Lunnabacken. Lunnabacken har en imponerande utsikt över Åsnen. Möjligen var platsen en hednisk kultplats. Hembygdsgården Lunnabacken grundlades 1947 med Loftstugan. Loftstugan är den högre delen av byggnaden vid ingången. Den var arrendatorsbostad på majorsbostället i Munkanäs, medan lågstugan kommer från en annan plats i Urshult.
Den 23 augusti 1956 invigdes mangårdsbyggnaden från Odensvallahult på Lunnabacken. Byggnaden är Urshults äldsta hus och byggdes 1709. Byggaren Mikael Skog adlades 1719 och antog då namnet Silfverschough. Magasinet från samma gård är också byggt 1709.
Senare har ytterligare en byggnad tillkommit – den stora ladan i augusti 1985. Den byggdes ursprungligen på 1800-talet och var tidigare belägen i Väckelsång.

### Urshults Sockenråd
Rådet bildades 1992 och tillhör riksorganisationen Folkrörelserådet. Föreningen är ett sockenråd med lokal utveckling som arbetsområde.